# Neuroleon hieraticus
Neuroleon hieraticus är en insektsart som beskrevs av Navás 1926. Neuroleon hieraticus ingår i släktet Neuroleon och familjen myrlejonsländor. Inga underarter finns listade i Catalogue of Life.